# Hirtshals Station
Hirtshals Station eller Hirtshals Banegård er en dansk jernbanestation i byen Hirtshals i Nordjylland.
Stationen er den nordlige endestation på Hirtshalsbanen mellem Hjørring og Hirtshals. Den åbnede i forbindelse med indvielsen af Hirtshalsbanen i 1925 og blev flyttet til sin nuværende beliggenhed i 1928. Den nuværende stationsbygning blev taget i brug i 1939. Stationen betjenes af tog fra Nordjyske Jernbaner, der kører hyppige lokaltog mellem Hirtshals og Hjørring, hvorfra man kan køre til Frederikshavn og Skagen den ene vej eller til Aalborg og Skørping den anden vej.

## Historie
Stationen åbnede i 1925 som den nordlige endestation på den nye jernbanestrækning fra Hjørring til Hirtshals, der blev anlagt samtidig med Hirtshals Havn, der blev bygget i perioden fra 1919 til 1931. Den oprindelige station var dog placeret et stykke fra byens centrum, og i 1928 blev stationen flyttet mod øst til sin nuværende beliggenhed tættere på havnen. Den nuværende stationsbygning blev taget i brug i 1939.

## Arkitektur
Den originale stationsbygning fra 1925 blev opført efter tegninger af Hjørring Privatbaners arkitekt Sylvius Knutzen. Den blev opført i den storslåede stil, der var typisk for Hjørring Privatbaners jernbanestrækninger. Den eksisterer stadig og rummer forskellige kontorer og mødefaciliteter.
Efter en årrække med en midlertidig løsning blev havnens hidtidige administrationsbygning, som var opført i 1919, ombygget til stationsbygning og posthus, og den nuværende stationsbygning blev dermed taget i brug i 1939.

## Trafik
Stationen betjenes af tog fra Nordjyske Jernbaner, der kører hyppige lokaltog mellem Hirtshals og Hjørring, hvorfra der er forbindelse videre til Frederikshavn og Skagen den ene vej eller til Aalborg og Skørping den anden vej.